# خنزير الآجام
خِنْزِيرُ الآجَامِ أو حَلُّوف إفريقية هو أحد أنواع فصيلة الخِنزيريَّات التي تستوطنُ بعض أنحاء أفريقيا جنوب الصحراء الكُبرى، وهي تقطنُ الغابات، والأحراج، وضفاف الأنهار المكسوَّة بالآجام، وأحواض القصب، في أفريقيا الشرقيَّة والجنوبيَّة. بعضُ الجمهرات تستوطنُ مدغشقر، ويُحتملُ بأنها قد أُدخلت إلى تلك الجزيرة عن طريق البشر. كذلك، أفادت بعض التقارير غير المُوثقة بوُجودها في جزيرة مايوت التابعة لِأرخبيل جُزر القمر. خنازيرُ الآجام حيواناتٌ ليليَّة النشاط أغلب الأوقات، وقد حدد العُلماء عدَّة نُويعات منها.

## الوصف

### القد
يتراوح ارتفاع خنازير الآجام البالغة بين 66 و 100 سنتيمتر (بين 26 و 39 إنش)، ويتراوح وزنها بين 55 و 150 كيلوگرامًا (بين 121 و 331 رطلًا).

### الهيئة الخارجيَّة
خنازيرُ الآجام شبيهةٌ بالخنازير المُستأنسة، ويُمكن التعرُّف عليها بواسطة خطمها المُثلَّم العضليّ، وعُيونها الصغيرة، وآذانها المُستدقة المُقنزعة، وأصابعها المُلتوية. يتراوح لونها بين البُني المُحمر إلى البُني القاتم، ويُصبحُ أكثر قتامةً مع تقدم الحيوان بالسن. يتمتع كِلا الجنسين بِلبدة أفتح لونًا من سائر الجسد، تنتصبُ بشكلٍ واضحٍ عندما يهتاج الحيوان لِسببٍ ما. أنيابها حادَّة وقصيرة وغير بارزة للعيان. وعلى العكس من الخنازير الثُؤلوليَّة، فهي تركض وأذيالها مُنخفضة. الذُكور أضحم حجمًا من الإناث.

### الصلة بِخنزير الأنهار الأحمر
خنزيرُ الآجام وثيق الصلة بِخنزير الأنهار الأحمر (Potamochoerus porcus)، ويُمكنُ للنوعين أن يتهجنا بشكلٍ طبيعيٍّ في البريَّة. يُمكنُ تمييز خنزير الآجام عبر ألوانه الأبهت، وشعره الأخشن، وحجمه الأكبر. هُناك بعضُ الجُمهرات من هذه الخنازير التي تُظهرُ خصائص جسديَّة وسطيَّة بين النوعين.

## السُلوك الاجتماعي
خنازيرُ الآجام حيواناتٌ اجتماعيَّة للغاية، ويُمكن أن تُشاهد وهي تتنقل في مجموعاتٍ يصلُ عدد أفرادها إلى 12 خنزير. تتكوَّن المجموعة النمطيَّة من ذكرٍ وأُنثى مُهيمنين، وعدَّة إناث وخنانيص (صغارُ الخنازير). تضعُ الأُنثى بطنًا يحتوي على ثلاثة أو أربعة صغار خِلال الربيع، بعد فترة حملٍ تدوم قُرابة أربعة شُهور. يُمكنُ لِخنازير الآجام أن تكون عدائيَّة للغاية، خُصوصًا إن كانت بصُحبة صغارها.

## الغذاء
خنازيرُ الآجام حيواناتٌ قارتة (آكلة لِكُل شيء)، ويشتملُ غذائها على الجُذور والمحاصيل الزراعيَّة والجيفة، كما أنها قد تفتك وتفترس الحملان حديثة الولادة. وهي تنخرُ بصوتٍ مُنخفض خلال بحثها عن الطعام، وتُصدرُ هديرًا طنَّانًا بحال استشعرت بالخطر. تُشكِّلُ هذه الخنازير مصدر إزعاجٍ كبيرٍ للمُزراعين في عددٍ من مناطق جنوب أفريقيا، وكثيرًا ما تُصاد وتُقتل. لكن على الرُغم من هذا، فإنَّ جُمهراتها في المناطق الزراعيَّة تستمر بالنُمو، وذلك عائد إلى وفرة الطعام، وصُعوبة موائلها على البشر، وقلَّة مُفترساتها الطبيعيَّة، وذكائها الذي يسمح لها بالتأقلم بسُرعة مع أساليب البشر في مُطاردتها.

## الانتشار

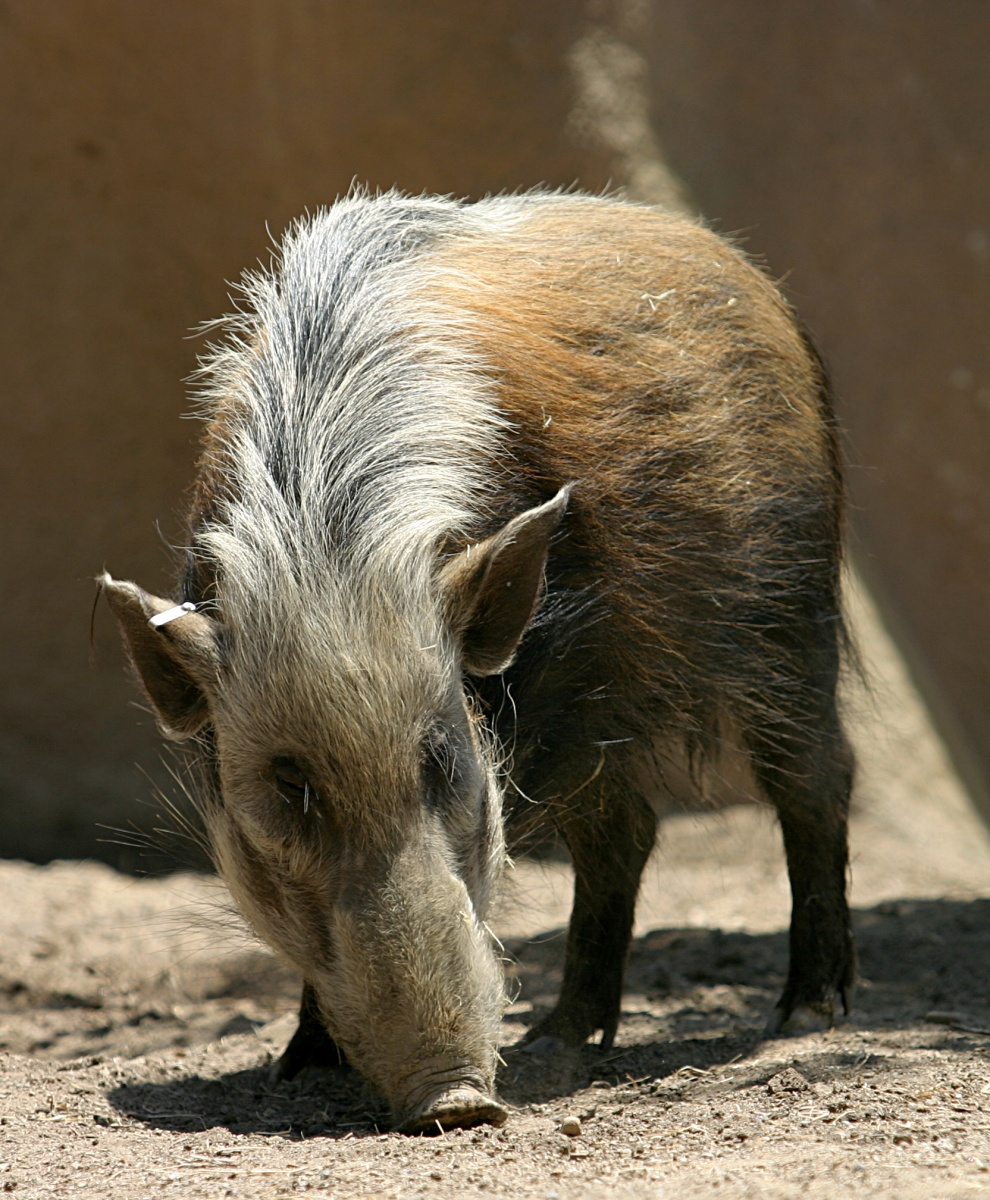
خنزير آجام من النُويعة الجنوبيَّة في حديقة حيوانات سان دييغو.

تنتشرُ خنازير الآجام على نطاقٍ واسع. ويمتدُ موطنها من أثيوپيا والصومال إلى جنوب وشرق الكونغو الديمُقراطيَّة، وجنوبًا حتَّى رأس الرجاء الصالح، وكوازولو ناتال في جنوب أفريقيا. كذلك، فهي تعيشُ في مدغشقر ويُحتمل وجودها في أرخبيل جُزر القمر، ومن غير المُؤكد كيف وصلت إلى تلك المناطق، لكن يُعتقد أنها نُقلت إليها عن طريق البشر، رُبما بعد أن دُجِّنت لِفترةٍ من الزمن.

### النُويعات
تشتملُ النُويعات على:
- Potamochoerus larvatus larvatus (خنزير الآجام المدغشقري)
- Potamochoerus larvatus edwardsi (خنزير الآجام الإدواردي)
- Potamochoerus larvatus hassama (خنزير الآجام أبيض الوجه)
- Potamochoerus larvatus koiropotamus (جنزير الآجام الجنوبي)
- Potamochoerus larvatus nyasae (خنزير الآجام النياسي)
- Potamochoerus larvatus somaliensis (خنزير الآجام الصومالي)

## وصلات خارجية
- Potamochoerus larvatus، خنزيرُ الآجام، من شبكة تنوُّع الحيوانات.
- صُور ومعلومات عن خنزير الآجام، www.thewebsiteofeverything.com
- Potamochoerus larvatus، خنزير الآجام، www.ultimateungulate.com